# العلاقات الكورية الجنوبية الكينية
العلاقات الكورية الجنوبية الكينية هي العلاقات الثنائية التي تجمع بين كوريا الجنوبية وكينيا.

## مقارنة بين البلدين
هذه مقارنة عامة ومرجعية للدولتين:
| وجه المقارنة                                              | كوريا الجنوبية                                                          | كينيا                         |
| --------------------------------------------------------- | ----------------------------------------------------------------------- | ----------------------------- |
| المساحة (كم2)                                             | 100.30 ألف                                                              | 581.31 ألف                    |
| عدد السكان (نسمة)                                         | 51.47 مليون                                                             | 48.47 مليون                   |
| الكثافة السكانية (ن./كم²)                                 | 513.16                                                                  | 83.38                         |
| العاصمة                                                   | سول                                                                     | نيروبي                        |
| اللغة الرسمية                                             | اللغة الكورية                                                           | اللغة السواحلية، لغة إنجليزية |
| العملة                                                    | وون كوري جنوبي                                                          | شيلينغ كيني                   |
| الناتج المحلي الإجمالي (بليون دولار)                      | 1.53 تريليون                                                            | 74.94 مليار                   |
| الناتج المحلي الإجمالي (تعادل القوة الشرائية) بليون دولار | 1.75 تريليون                                                            | 142.24 مليار                  |
| الناتج المحلي الإجمالي الاسمي للفرد دولار أمريكي          | 27.22 ألف                                                               | 1.38 ألف                      |
| الناتج المحلي الإجمالي للفرد دولار أمريكي                 |                                                                         | 2.95 ألف                      |
| مؤشر التنمية البشرية                                      | 0.901                                                                   | 0.548                         |
| رمز المكالمات الدولي                                      | +82                                                                     | +254                          |
| رمز الإنترنت                                              | .kr                                                                     | .ke                           |
| المنطقة الزمنية                                           | توقيت كوريا الجنوبية، ت ع م+09:00، آسيا/سيول ‏، ت ع م+08:00، ت ع م+08:30 | ت ع م+03:00                   |

## منظمات دولية مشتركة
يشترك البلدان في عضوية مجموعة من المنظمات الدولية، منها:
| علم المنظمة | اسم المنظمة                                                | تاريخ انضمام كوريا الجنوبية | تاريخ انضمام كينيا |
| ----------- | ---------------------------------------------------------- | --------------------------- | ------------------ |
|             | مؤسسة التمويل الدولية                                      | 16 مارس 1964                | 3 فبراير 1964      |
|             | منظمة حظر الأسلحة الكيميائية                               | ?                           | ?                  |
|             | يونسكو                                                     | 14 يونيو 1950               | 7 أبريل 1964       |
|             | البنك الإفريقي للتنمية                                     | ?                           | ?                  |
|             | الأمم المتحدة                                              | 17 سبتمبر 1991              | 16 ديسمبر 1963     |
|             | منظمة الشرطة الجنائية الدولية                              | ?                           | ?                  |
|             | البنك الدولي للإنشاء والتعمير                              | 26 أغسطس 1955               | 3 فبراير 1964      |
|             | العملية المشتركة للاتحاد الأفريقي والأمم المتحدة في دارفور | ?                           | ?                  |
|             | الاتحاد البريدي العالمي                                    | ?                           | ?                  |
|             | مؤسسة التنمية الدولية                                      | 18 مايو 1961                | 3 فبراير 1964      |
|             | منظمة التجارة العالمية                                     | ?                           | 1995               |
|             | الفريق المعني برصد الأرض                                   | ?                           | ?                  |
|             | المركز الدولي لتسوية المنازعات الاستشارية                  | 23 مارس 1967                | 2 فبراير 1967      |
|             | وكالة ضمان الاستثمار متعدد الأطراف                         | 12 أبريل 1988               | 28 نوفمبر 1988     |

## وصلات خارجية
- موقع وزارة الخارجية الكورية الجنوبية
- موقع وزارة الخارجية الكينية